# 온주완
온주완(1983년 12월 11일 ~ )은 대한민국의 배우이다.

## 학력
- 대전법동중학교 (졸업)
- 대전동산고등학교 (졸업)
- 서울예술대학 방송연예과 (졸업)

## 출연작

### 드라마
| 연도                                    | 방송사       | 제목                                                | 역할          | 비고     |
| --------------------------------------- | ------------ | --------------------------------------------------- | ------------- | -------- |
| 2002                                    | SBS          | 대하드라마 《야인시대》                             | 일본인 학생1  | 데뷔작   |
| 2003                                    | SBS          | 대하드라마 《야인시대》                             | 일본인 학생1  | 데뷔작   |
| 2005                                    | KBS2         | 드라마시티 - 《오늘밤 집에 가지마》                 | 조장욱        |          |
| 2005                                    | SBS          | 주말극장 《그 여름의 태풍》                         | 한지훈        |          |
| 2007                                    | MBC 드라마넷 | 추리사극드라마 《별순검 1》                         | 김강우        |          |
| 2011                                    | SBS          | 주말극장 《내사랑 내곁에》                          | 고석빈        |          |
| 2012                                    | tvN          | 수목드라마 《일년에 열두남자》                      | 차진오        |          |
| 2013                                    | KBS2         | 수목특별기획 《칼과 꽃》                            | 보장왕        |          |
| 2014                                    | KBS2         | KBS 드라마 스페셜 - 《단막 2014 시리즈 “부정주차”》 | 노정도        |          |
| 2014                                    | tvN          | 목요드라마 《잉여공주》                             | 이현명        |          |
| 2014                                    | SBS          | 월화드라마 《펀치》                                 | 이호성        |          |
| 2015                                    | SBS          | 월화드라마 《펀치》                                 | 이호성        |          |
| 주말특별기획 《너를 사랑한 시간》       | SBS          | 온주완                                              | 특별출연      |          |
| 드라마스페셜 《마을 - 아치아라의 비밀》 | SBS          | 서기현                                              |               |          |
| 2016                                    | SBS          | 주말특별기획 《미녀 공심이》                        | 석준수        |          |
| 2017                                    | MBC          | 주말드라마 《밥상 차리는 남자》                     | 정태양        |          |
| 2018                                    | MBC          | 주말드라마 《밥상 차리는 남자》                     | 정태양        |          |
| 2019                                    | OCN          | 주말드라마 《모두의 거짓말》                        | 진영민        |          |
| 2021                                    | SBS          | 금토드라마 《펜트하우스 2》                         | 백준기        | 특별출연 |
| 2021                                    | SBS          | 금요드라마 《펜트하우스 3》                         | 백준기/주단태 |          |
| 2023                                    | ENA          | 수목드라마 《낮에 뜨는 달》                         | 한민오        | 14부작   |

### 영화
| 연도 | 제목                     | 역할        | 비고 |
| ---- | ------------------------ | ----------- | ---- |
| 2004 | 《발레교습소》           | 이창섭      |      |
| 2005 | 《남자니까 아시잖아요?》 | 종업원      |      |
| 2005 | 《태풍태양》             | 바람둥이 쨍 |      |
| 2006 | 《다섯 개의 시선》       | 종업원      |      |
| 2006 | 《피터팬의 공식》        | 김한수      |      |
| 2006 | 《사생결단》             | 유성근      |      |
| 2006 | 《짝패》                 | 10대 정태수 |      |
| 2007 | 《해부학 교실》          | 중석        |      |
| 2008 | 《무림여대생》           | 일영        |      |
| 2012 | 《돈의 맛》              | 윤철        |      |
| 2012 | 《수목장》               | 정훈        |      |
| 2013 | 《더 파이브》            | 오재욱      |      |
| 2014 | 《인간중독》             | 경우진      |      |
| 2016 | 《나를 잊지 말아요》     | 김동건      |      |
| 2016 | 《시간이탈자》           | 박병두 선생 |      |
| 2017 | 《길》                   | 젊은기사    |      |
| 2020 | 《정직한 후보》          | 김준영      |      |

### 뮤직비디오
| 연도 | 가수명 | 곡명              | 비고 |
| ---- | ------ | ----------------- | ---- |
| 2005 | 박효신 | 《흩어진 나날들》 |      |
| 2007 | 이적   | 《다행이다》      |      |

### 라디오
- 2017년 KBS 쿨FM 《온주완의 뮤직쇼》

### 방송
- 2015년 MBC 《세상을 바꾸는 퀴즈》
- 2015년 SBS 《주먹쥐고 소림사》
- 2017년 MBC 《미스터리 음악쇼 복면가왕》 - 쓴 맛을 보여주마! 한약도령! (참가자)
- 2019년 JTBC 《한끼줍쇼》 - 3월 13일 (118회) 게스트 (이필모와 공동 출연)
- 2021년 tvN 《식스센스2》 - 6월 25일 (1회)
- 2022년 tvN 《식스센스3》 - 4월 8일 (4회)
- 2022년 SBS 《꼬리에 꼬리를 무는 그날 이야기》 - 5월 12일 (28회)
- 2022년 tvN 《줄 서는 식당》 - 9월 5일 (33회)

### 뮤지컬
| 연도 | 제목                  | 배역   | 비고 |
| ---- | --------------------- | ------ | ---- |
| 2016 | 《뉴시즈》            | 잭켈리 |      |
| 2017 | 《윤동주, 달을 쏘다》 | 윤동주 |      |
| 2019 | 그날들                | 무영   |      |

## 광고
- 2003년 크라운베이커리
- 2014년 SK텔레콤 T action
- 2016년 로하셀(with 김소은)

## 수상 및 후보
| 연도 | 시상식                      | 부문                             | 작품             | 결과 |
| ---- | --------------------------- | -------------------------------- | ---------------- | ---- |
| 2006 | 제27회 더반국제영화제       | 남우주연상                       |                  | 수상 |
| 2007 | 제30회 황금촬영상 시상식    | 신인남우상                       | 피터팬의 공식    | 수상 |
| 2015 | SBS 연기대상                | 중편드라마부문 남자 특별연기상   | 펀치             | 후보 |
| 2016 | SBS 연기대상                | 로맨틱코미디부문 남자 특별연기상 | 미녀 공심이      | 수상 |
| 2017 | MBC 연기대상                | 주말극부문 남자 우수연기상       | 밥상 차리는 남자 | 후보 |
| 2018 | 제11회 코리아 드라마 어워즈 | 남자 우수연기상                  | 밥상 차리는 남자 | 수상 |
| 2021 | SBS 연기대상                | 베스트 캐릭터상                  | 펜트하우스       | 후보 |

## 홍보대사
- 2005년 한국근육장애인협회 홍보대사
- 2007년 제3회 제천국제영화제 홍보대사
- 2009년 1일 국방과학 홍보대사
- 2017년 제18회 장애인영화제 홍보대사